# Brachystelma brevipedicellatum
Brachystelma brevipedicellatum là một loài thực vật có hoa trong họ La bố ma. Loài này được Turrill mô tả khoa học đầu tiên năm 1922.